# Casiano Baso
Casiano Baso (denominado también con el nombre latinizado Casianus Bassus Scholasticus o Casianus Bassus el Bizantino) fue uno de los geopónicos. Perteneciente al grupo de escritores sobre agricultura. Vivió al final del siglo VI o comienzos del VII. Realizó la compilación diversas obras de agricultura de autores anteriores a él. Una de las primeras  the principales fuentes de inspiración en su obra fue Vindonius Anatolius. Una de sus obras más conocidas tituladas Eklogai ("Tratado de agricultura" y en latín Eclogae de re rustica); Dedicado a su hijo. Su obra se ha perdido y algunos fragmentos se han recopilado posteriormrnte en la Geoponica. Esta obra fue una influencia posterior los escolares del Ándalus.